# Pont Aeri (discoteca)
|  | No s'ha de confondre amb Fòrum Pont Aeri. |

Pont Aeri va ser una discoteca catalana fundada el desembre de 1991 per Ramón Escudero, pare de Marc i Xavi Escudero (més coneguts com a DJ Skudero i Xavi Metralla) i tancada el desembre de 2012. Estigué situada en diverses ubicacions, com ara Terrassa, Traiguera, Manresa i l'última ubicació fou a Vallgorguina al polígon industrial El Molinot, situada entre Vallgorguina i Sant Celoni.
Era una discoteca de música electrònica, on el gènere de música que hi sonava habitualment era la màkina i el hardcore. A les darreries de juliol de 2012 es va anunciar el tancament de la discoteca Pont Aeri, que estava situada entre Vallgorguina i Sant Celoni a causa de la crisi i la sala va tancar el 23 de desembre d'aquell mateix any. Totes les seves seus havien estat construïdes per l'interiorista Miquel Garcia (EDA).

## Història

### Creació i influència
Va ser una de les primeres discoteques màkina, juntament amb la Chasis. Els més notables discjòqueis maquiners d'Espanya, entre ells Pastis (David Alvarez Tudela) & Buenri (David Pàmies Sabatés), es van traslladar a aquest local i posteriorment, el 1995, van donar a la discoteca Xque la seva orientació makina. Els DJ permanents van passar a ser cinc: els dos germans, Marc i Xavi Escudero, a més de DJ Sonic (Javi Rodríguez), DJ SiSu (Narcís Castella) i DJ Batiste (que es va incorporar al club el març del 2008 procedent de Manssion, una altra gran discoteca). A partir del 1998, es produeix un canvi en l'estil musical de la discoteca cap als tocadiscs, barrejant el gabber i el hardcore amb la música makina. Una direcció que s'accentuarà al llarg dels anys amb Javi Boss, Javi Aznar i Dany BPM, sovint convidats i molt presents als recopilatoris homònims. Molts consideren que Pont Aeri és l'equivalent català dels festivals Thunderdome als Països Baixos, especialment els aficionats més exigents del gènere musical. El desembre de 1992, Pont Aeri va inaugurar el “mític” local a la ciutat de Terrassa. La música makina va irrompre a Barcelona, influenciada pel fenomen valencià. La incorporació de Nando Dixkontrol a la cabina, reforçà aquella aposta i Pont Aeri inicià el seu meteòric vol cap a la que seria, en anys, la sala més carismàtica de Catalunya d'aquesta especialitat.
A finals de la dècada dels noranta, moltes cançons de temàtica disc van arribar a les llistes d'èxits de la indústria catalana i espanyola. El 2 de novembre de 1996, la cançó Pont Aeri vol.2, creada per Buenri i Skudero, va assolir el setè lloc a les llistes musicals espanyoles. El 1997, els germans Marc i Xavi Escudero van passar a ser habituals de Pont Aeri, després del declivi dels qui havien estat fins a aquesta data. Aquell mateix any, la seva cançó Pont Aeri vol.3 va arribar a les llistes musicals espanyoles el maig de 1997.
L'èxit de Pont Aeri es va estendre per tot Europa, però va ser als Països Baixos on es van vendre millor els recopilatoris com The Rave Masters, Hard Halloween i Gladiators. Molts discjòqueis dels Països Baixos i Itàlia, entre d'altres, van anar a mesclar allà, com DJ Paul, Art of Fighters, DJ Panic, Endymion, The Stunned Guys i molts altres. A França, els aficionats podien veure'ls sovint a Tolosa, abans que el complex Omega (ex-Aposia) es cremés en un incendi.

### Dècada del 2000
A causa de l'èxit, desbordat i per donar cabuda als fidels seguidors, el juliol del 2000 s'obre una macro sala a Manresa i l'èxit es multiplica. El 18 de gener de 2001, la cançó Take a Trip, gravada amb Eva Martí, es va posicionar en el número deu a les llistes musicals espanyoles. El desembre de 2001, la Macro Sala va ser tancada per raons alienes a Pont Aeri. Davant aquesta situació, la sala de Terrassa va tornar a obrir temporalment fins que es trobés una nova sala que garantís l'aforament dels seus seguidors. Finalment, l'abril del 2002, la discoteca inaugura la nova sala a Vallgorguina-Sant-Celoni amb gran èxit d'assistència. El juliol del 2000 s'inaugura un Pont Aeri a Traiguera (Castelló) amb un notable èxit fins al gener del 2002. El mític Pont Aeri de Terrassa va continuar obert per a les sessions nocturnes dels divendres.